# 伯纳德·F·舒茨
伯纳德·F·舒茨（英語：Bernard F. Schutz，1946年8月11日—） ，出生于新泽西州帕特森，美国物理学家。他的研究方向是爱因斯坦的广义相对论，特别是引力波物理。 他是卡迪夫大学物理和天文学的教授，同时也是是德国波茨坦马克斯·普朗克引力物理研究所天体物理学团队的主任和领导者，也是负责GEO600合作组的数据分析的主要研究员（GEO600是LIGO科学合作组的一部分）。舒茨也是负责规划和发展空间引力波探测器 LISA（激光干涉仪空间天线）的科学团队的一员。舒茨对在线的、开放获取的评论类期刊活着的相对论评论的设立起到了重要作用。

## 著作
- Schutz, Bernard F., , Cambridge University Press, 1980  [2018-03-20], ISBN 0-521-29887-3, （原始内容存档于2019-05-13）
- Schutz, Bernard F., , Cambridge University Press, 1985  [2018-03-20], ISBN 0-521-27703-5, （原始内容存档于2019-05-13）
- Schutz, Bernard F., , Cambridge University Press, 2003  [2018-03-20], ISBN 0-521-45506-5, （原始内容存档于2019-05-12）
- Schutz, Bernard F.,  2, Cambridge University Press, May 31, 2009, ISBN 0-521-88705-4